# Dexter (Kentucky)
Dexter – jednostka osadnicza w Stanach Zjednoczonych, w stanie Kentucky, w hrabstwie Calloway.